# 勝竜寺城
勝龍寺城（しょうりゅうじじょう）は、京都府長岡京市勝竜寺にあった南北朝時代から江戸時代初期にかけての日本の城。城名は付近にある勝龍寺に由来する。安土城に先行する「瓦・石垣・天守」を備えた近世城郭の原点として評価される。

## 概要
勝龍寺城は京都盆地の西南部、小畑川と犬川の合流地点に位置し、西国街道と久我畷が交差する交通上の要衝で、京都では山崎城につぐ防衛拠点であった。また勝龍寺城は古墳を流用して築いたのではないかと言われているが、「主郭や沼田丸ではそれらしき痕跡は認められない」とされている。

## 沿革

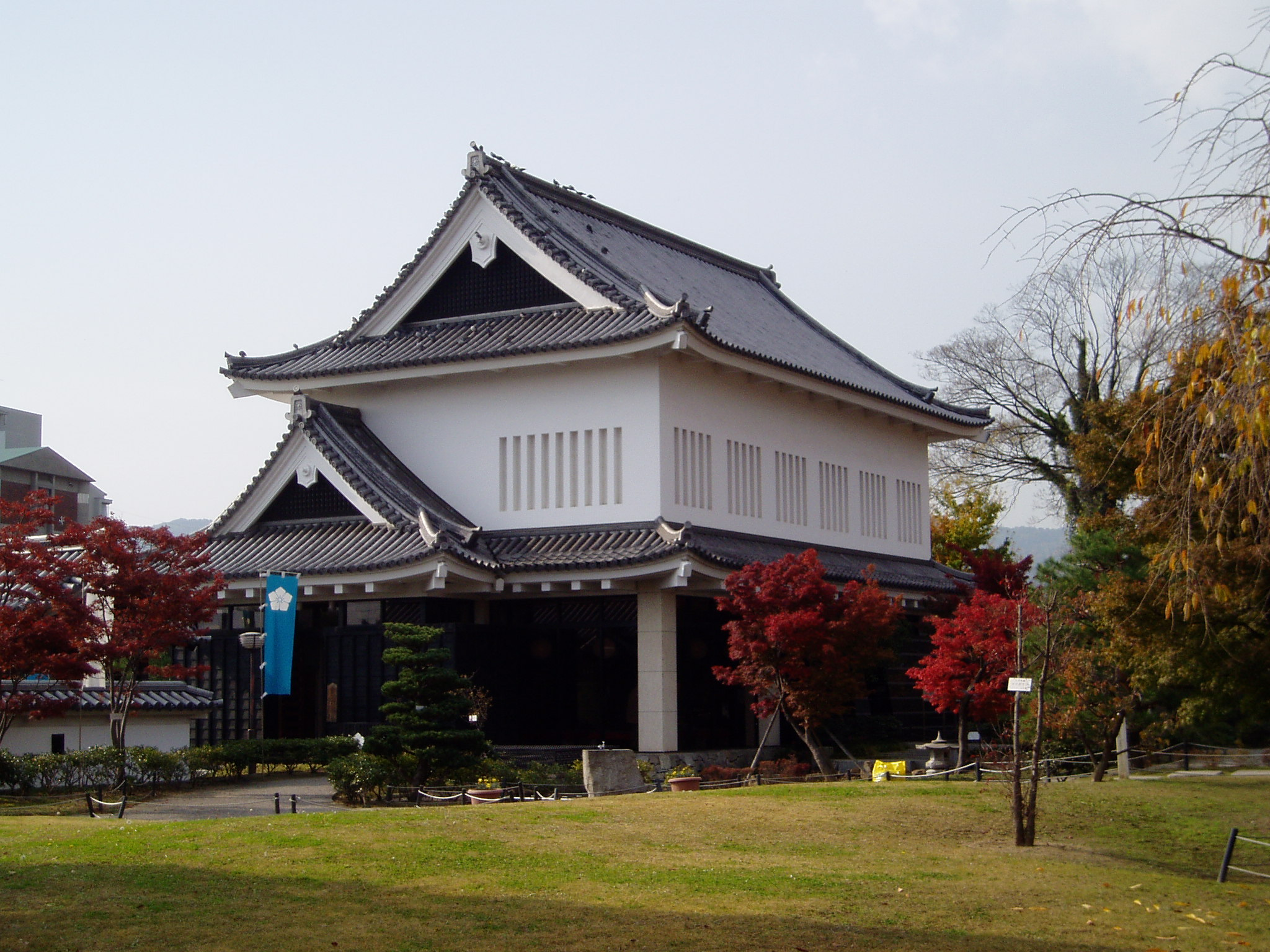
勝竜寺城公園の管理棟

延元4年/暦応2年（1339年）、京都をうかがう南朝方に対抗するため、北朝方の細川頼春が築いた城と言われてきたが、「歴史的根拠はなく、むしろ後に城主となる細川藤孝（幽斎）の正当性を強調するための創作である可能が高い（幽斎は頼春次男細川頼有の末裔）」としている。この城の初見は『東寺百合文章ひ』の康正3年（1457年）1月19日に「来る二月八幡御番人夫五人、晦日勝竜寺へ早々越さるべく候」とあるので山城守護畠山義就が郡代役所として築城したと推定されている。更に応仁の乱の応仁2年（1470年）に、「四月十四日、勝竜寺搦手北の口に於て合戦仕り、安富又次郎相共に馬場犴びに古市を焼落とす」（『野田泰忠軍忠状』）と記しているので、この頃には軍事施設して使用されていた。「郡代の政庁から城郭に発展した典型的な例」としている。その後有力な史料には勝龍寺城が現れてこないが、永禄9年（1566年）7月17日に、「小竜寺城、淀城扱いに依て取り退くと云々｡小竜寺は岩成、淀は日向の内衆金子これを請け取ると云々」（『永禄九年記』）とあるので、戦国時代末期には淀古城と共に松永久秀、三好三人衆の属城となっていた。

### 勝龍寺城の戦い

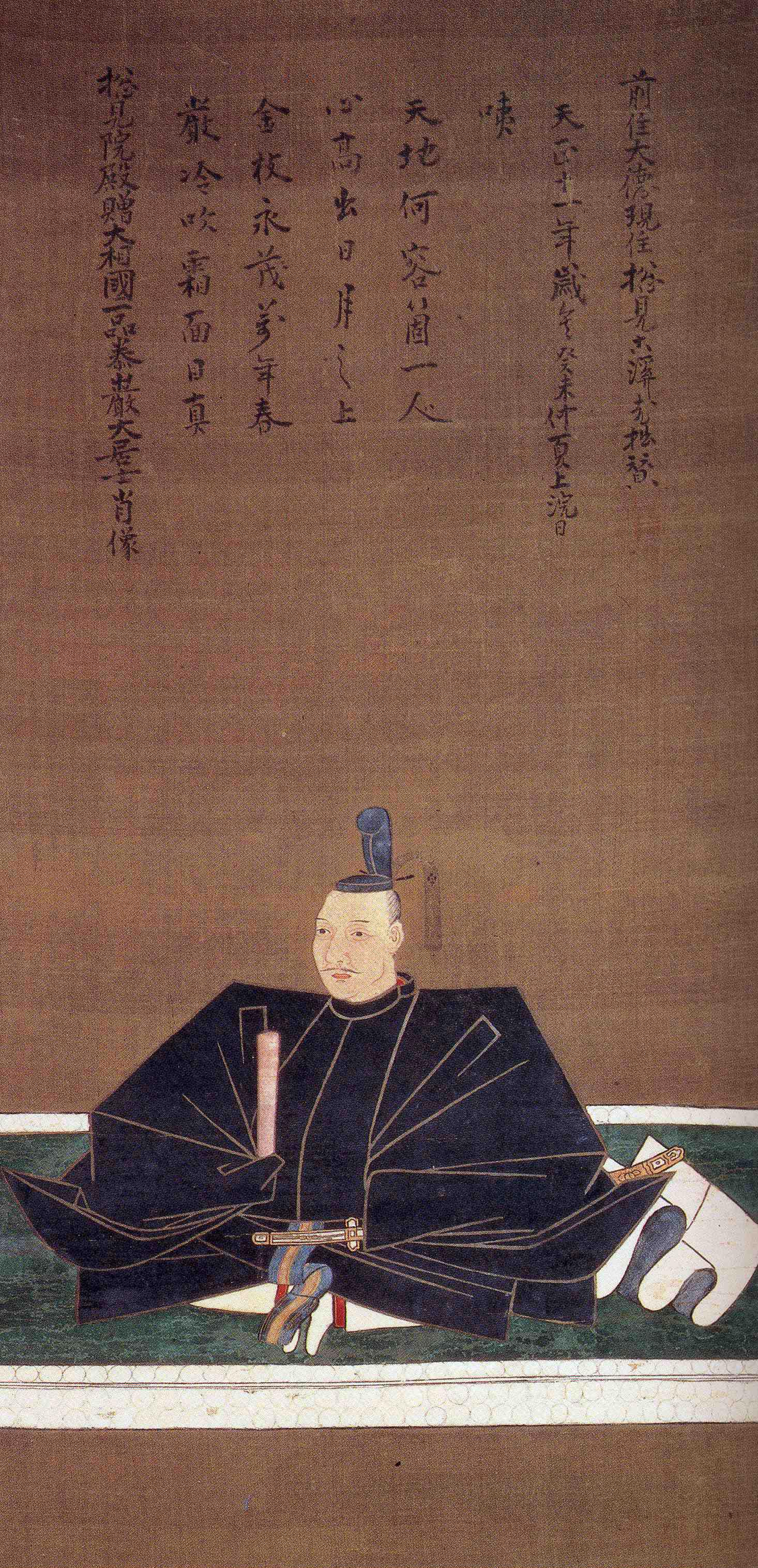
織田信長像

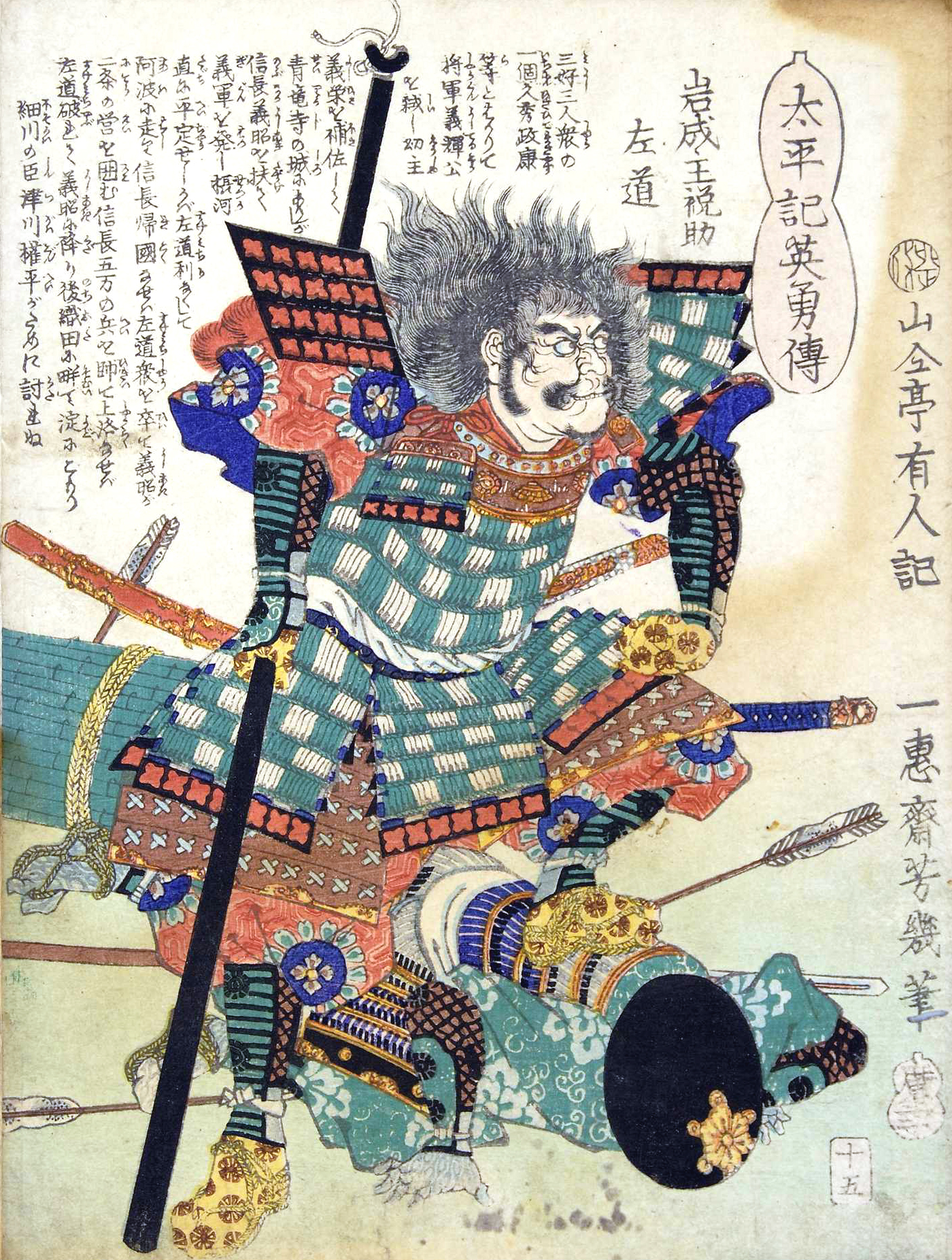
岩成友通（落合芳幾作）

観音寺城の戦いで勝利した織田信長は、足利義昭を奉じて上洛する2日前の永禄11年（1568年）9月26日、柴田勝家、蜂屋頼隆、森可成、坂井政尚ら4人の家臣に先陣を命じ、桂川を渡河し三好三人衆の岩成友通が守る勝龍寺城を攻撃させた。
岩成友通は足軽衆を中心に応戦したが、織田軍は馬廻り衆を乗り入れ戦いを有利に進めて首級を50余りあげ、上洛を果たしていた信長の陣所である東福寺へ届けたとされる。
自ら首改めを済ませた信長は、上洛を果たした翌9月29日に全軍に出陣を命じ、信長自身が5万兵を率いて勝龍寺城の攻略に向かった。畿内の広範囲を勢力下に置いていた三好三人衆であったが、織田方の軍を前に降伏・開城する。これは観音寺城の戦いで近江守護であった六角義賢・義治父子が織田軍の上洛を防ぐと予想していたが、一日も経たずに観音寺城が落城したことが影響していたと考えられている。

その後信長は芥川山城、越水城、高屋城を攻城、降伏させていき、三人衆を阿波に追放し畿内から掃討することになる。

### 織田氏拠点
義昭が征夷大将軍に任じられた後（つまり10月18日より後）、藤孝は9月29日に岩成友通から奪還した山城国勝竜寺城を与えられ（言継卿記永禄12年1月9日の項に入場とあるので遅くともここまでには与えられたとみられる）天正9年（1581年）3月24日まで統治した、その翌日には猪子兵助が点検のために入城している。
藤孝は二重の堀を持つ堅固な城にしようと改修を始めた。同年10月14日の信長より藤孝宛ての「印判状」には「勝龍寺要害の儀に付て、桂川より西の在々所々、門並に人夫参カ日の間申し付けられ、普請あるべき事簡要に候、仍って件の如し」とあり、桂川より西にある家のすべては3日間の労働に出て、城の改修作事にあたるように信長自身が命じている。改修は元亀2年（1571年）には終わっていたようであり、この頃の勝龍寺城は槇島城と共に信長の山城の二大前線拠点としての役割を担っていたと思われる。
また勝龍寺城は細川忠興・ガラシャ夫妻ゆかりの城としても知られる。天正6年（1578年）8月、藤孝の嫡男忠興と明智光秀の娘お玉（細川ガラシャ）が勝龍寺城で結婚式を挙げ、新婚時代を過ごしたとされている。丹後へ移封されるまでの間に、2人の子宝に恵まれた。
細川藤孝は天正9年（1581年）に丹後に入封し、代わって京都を統括した村井貞勝の与力として矢部家定、猪子高就の両名が城主となり、二人は細川の旧領の検地を行っている。翌天正10年（1582年）、本能寺の変の際に明智光秀方が占拠し拠点とした。本能寺の変の際、猪子は二条城にて、明智方の攻撃により戦死している。変から数日後の山崎の戦いで敗走した光秀は、勝龍寺城に帰城するも、敵である羽柴秀吉軍の追撃を受け城を放棄、勝龍寺城の北門から脱出し、本来の拠点である近江国坂本城へ逃走する途中で死去。翌日に明智軍を破った秀吉が勝竜寺城に入城している。なお矢部は羽柴方として参戦している。一方、光秀の援軍要請を断った藤孝は剃髪、家督を忠興に譲って居城を田辺城に移し、明智家縁戚のガラシャを幽閉した。

### 羽柴氏以降
その後の勝龍寺城は羽柴方にあまり重要視されず、石材が淀古城の修築に使用されるなどして一旦荒廃する。
江戸時代に入った寛永10年（1633年）、永井直清が山城長岡藩へ封ぜられた。永井は荒廃していた勝龍寺城の修築を行うが、江戸幕府より「堀はさわらない、勝龍寺城古城の北へ屋敷を取れ」という命を受けた。この際に不完全ながらも近世城郭としての勝龍寺城が完成した可能性が指摘されている。しかしそれも短期間のもので、慶安2年（1649年）に直清が摂津高槻藩に転封されると同時に完全に廃城となった。

### 現在
本丸および沼田丸趾が1992年（平成4年）に勝竜寺城公園として整備され、模擬櫓などが建造された。往時の遺構としては、北門に当時の石垣の一部が残る。また当城の北東に位置する神足神社境内に土塁・空堀を復元している。
明智光秀の娘 玉（細川ガラシャ）が細川忠興に輿入れした史実にちなんだ「長岡京ガラシャ祭」が毎年11月第2日曜日に開催され、当時の様子を模した行列巡行などが行われている。
2019年（令和元年）11月に展示室や園内看板などが新装された。展示室には、勝龍寺城にゆかりの細川藤孝（幽斎）・忠興（三斎）・玉（ガラシャ）・明智光秀ら4人の人物に焦点を当てたパネル展示や映像のほかに、瓦や一石五輪塔などの出土遺物を展示し、「瓦・石垣・天主」を備えた近世城郭の原点として紹介している。

## 城郭

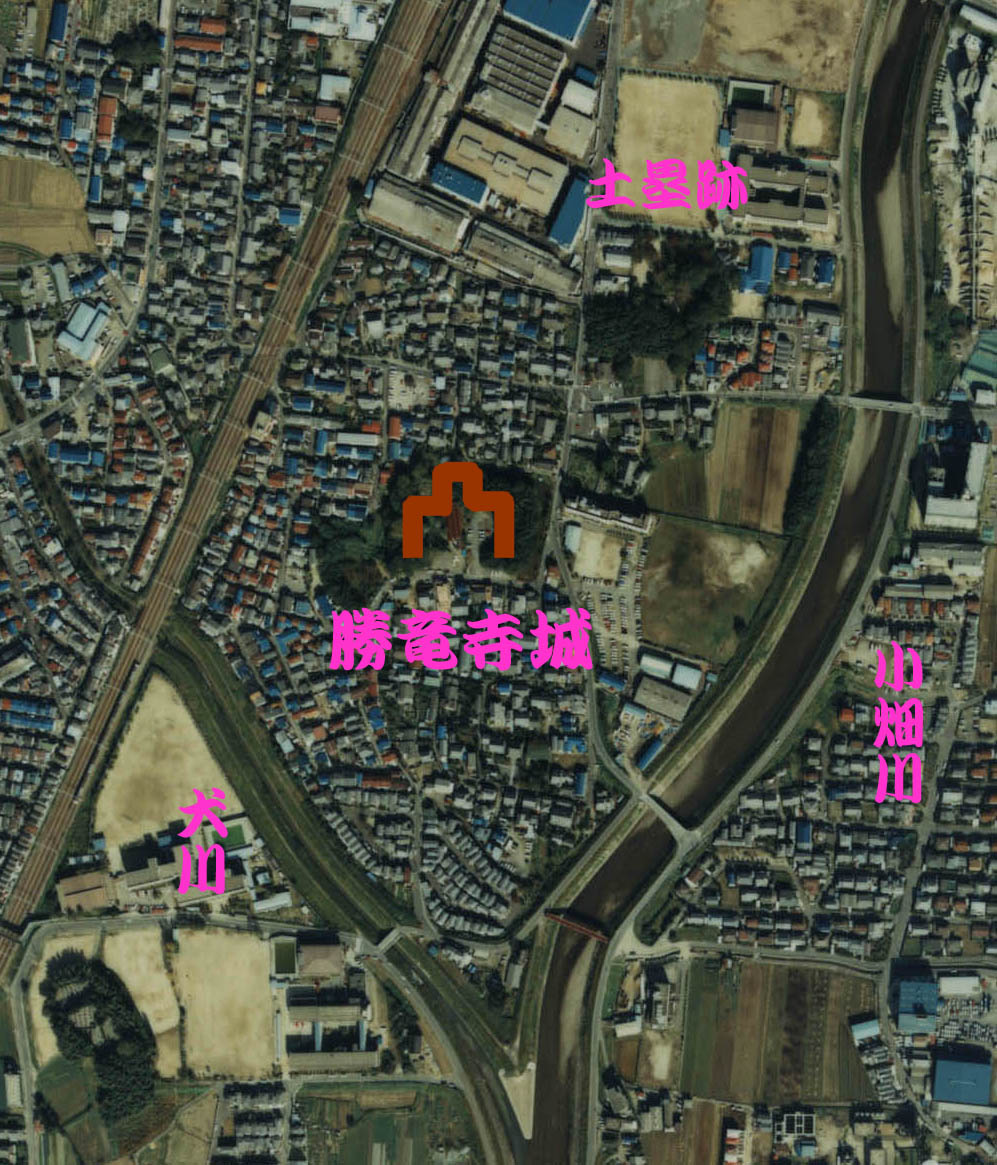
勝龍寺城の推定城郭部分/

勝龍寺城の主郭部分は東西120m、南北80mの長方形をしており、東、北側の幅12mの水堀を残している。また東、西、北の三面には土塁が残っている。西側の土塁は高さ10m、幅5mと大規模なものである。南側の土塁、堀は消滅してしまったが1922年（大正11年）の地図には記載されており、主郭部分を堀と土塁が巡っていた。またこの主郭の西側には「沼田丸」という曲輪があった。これは細川藤孝の妻の実家であった沼田氏の屋敷があったのではないかと伝えられている。また大正11年の地図には沼田丸周囲にも堀が描かれていた。現在は勝竜寺城公園の駐車場がある。それ以外の曲輪として、
- 松井屋敷
- 米田屋敷
- 神足屋敷

等があった。主郭部分より北東に200mの地点に神足神社があり、そこから南側に東西に土塁と空堀がある。この空堀の中央部分には土橋が架かっており、この土橋に対して西側土塁が張り出した部分が、横矢がかかる構造となっている。大正11年の地図には、この土塁跡からJR京都線まで続いており、更に北側には並行してもう一本土塁があり、勝龍寺城の北方防御であったと思われる。『米田文章』にある元亀2年に細川藤孝が改修した「外二重堀」とは、この土塁跡の遺構を指すと思われている。主郭部分の南側は現在住宅地が密集しているが、大正11年の地図には堀や土塁らしきものがあり、「城郭の一部であったと推定できる」とされている。勝龍寺城は永正時代までは方形単郭館であったものを、元亀2年（1571年）に細川藤孝が大幅に改修したと考えられている。
元亀4年（1573年）6月6日付の里村紹巴書状（橋本家文書）に、勝龍寺城の「天主」において細川藤孝・里村紹巴が両吟連歌興行を行ったことが記されており、文献から安土城築城に先行する数少ない天主が存在したことが明らかになった。
また、天正2年（1574年）6月17日には「殿主」において、三条西実澄（実枝）から細川藤孝に、『古今和歌集』の解釈を中心に、歌学や関連する諸説を秘伝として師から弟子へと伝える「古今伝授」が行われるなど、勝龍寺城の天主は文化的な交流の拠点となっていた。

現在石垣は北門の一部に残るのみだが1979年（昭和54年）の発掘調査で石仏二体と石材数個、また大量の栗石が検出され、この発掘調査以外からも勝龍寺城の大半が石垣によって築かれたことが推定されている。また虎口部分が枡形虎口となっていることも明らかにあり、織豊系城郭であることが明確になっている。
なお、勝竜寺城の南には城名の由来となった勝龍寺がある。

### 主郭部分

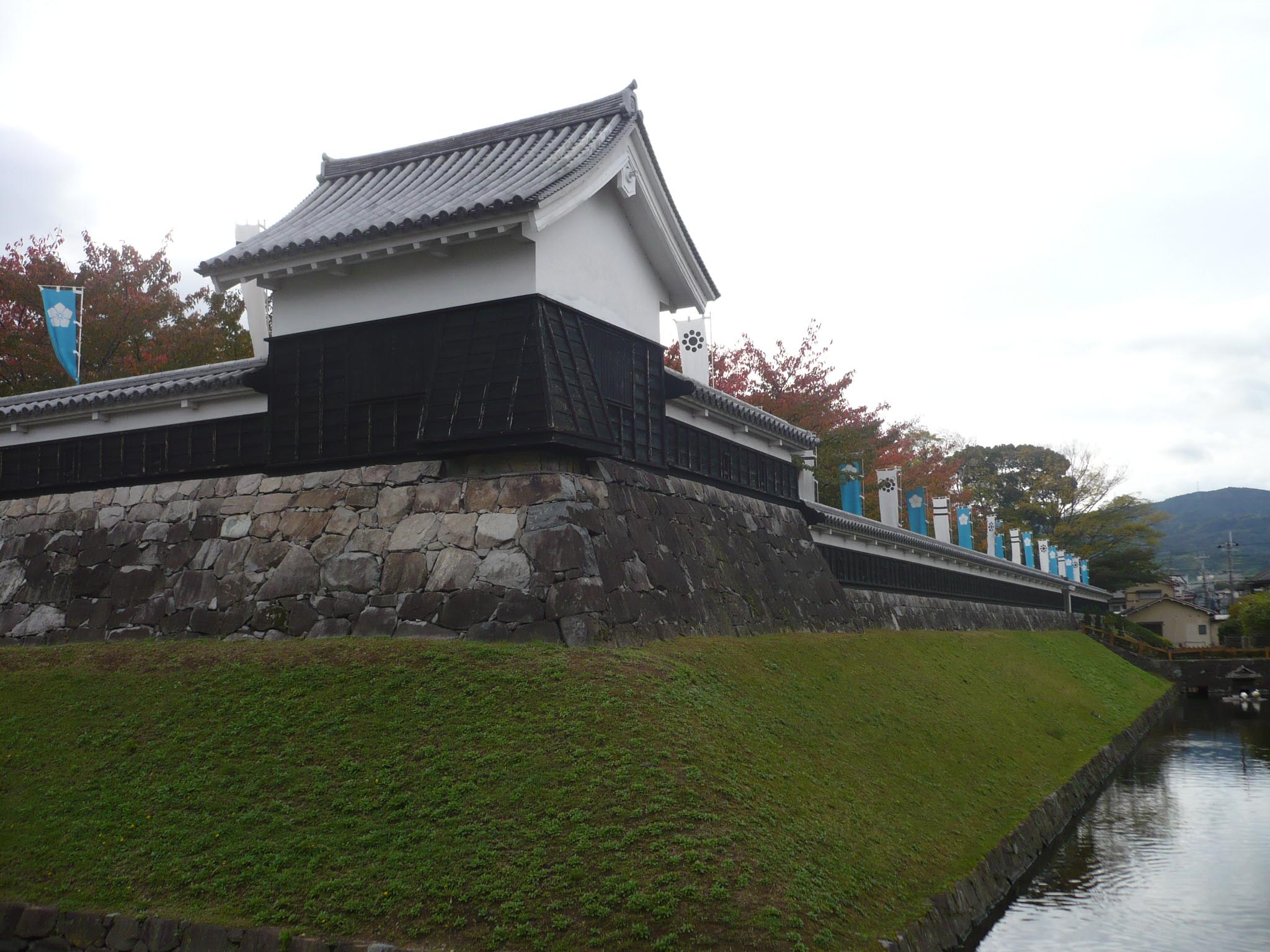
模擬隅櫓と堀跡
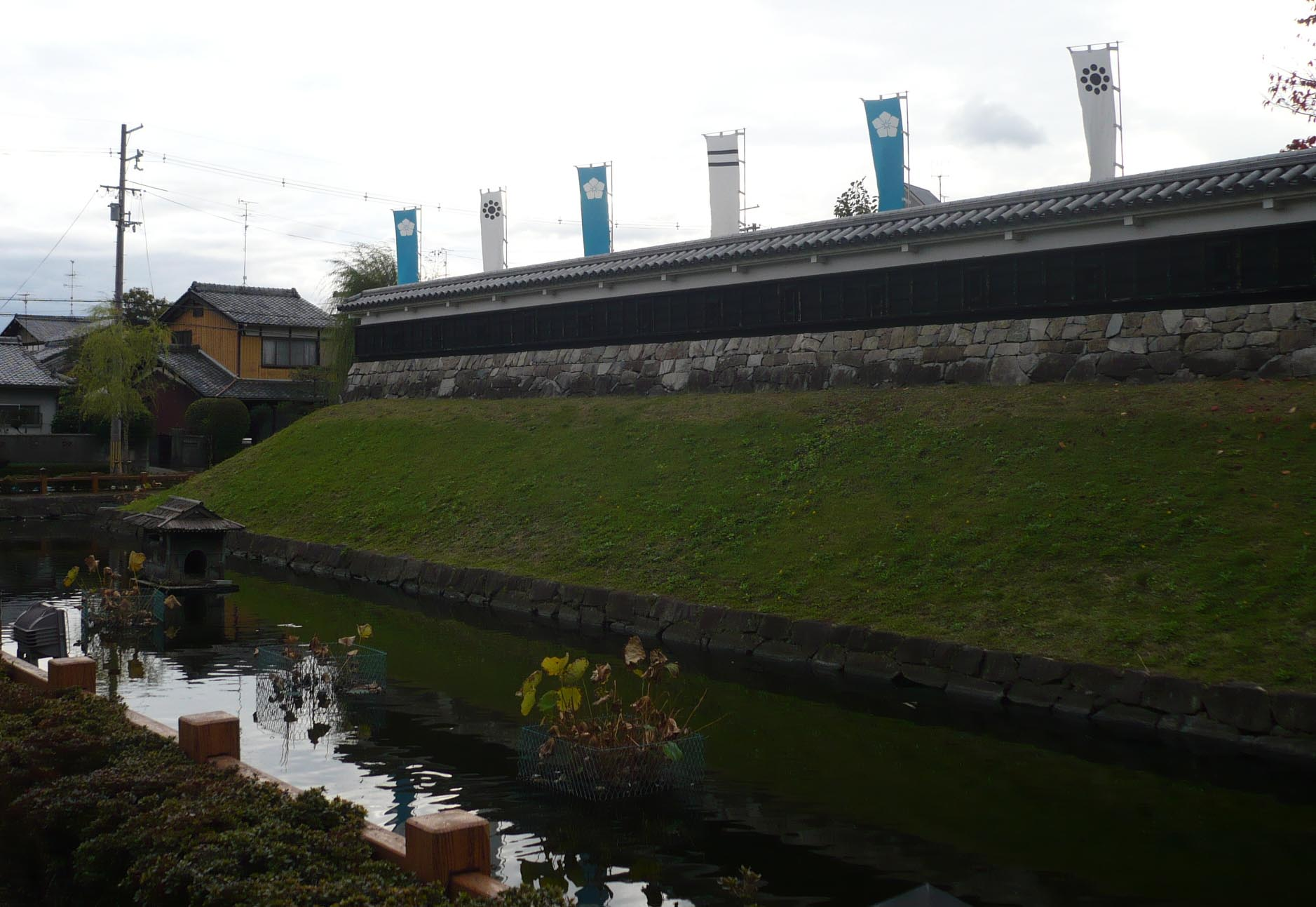
模擬塀と堀跡
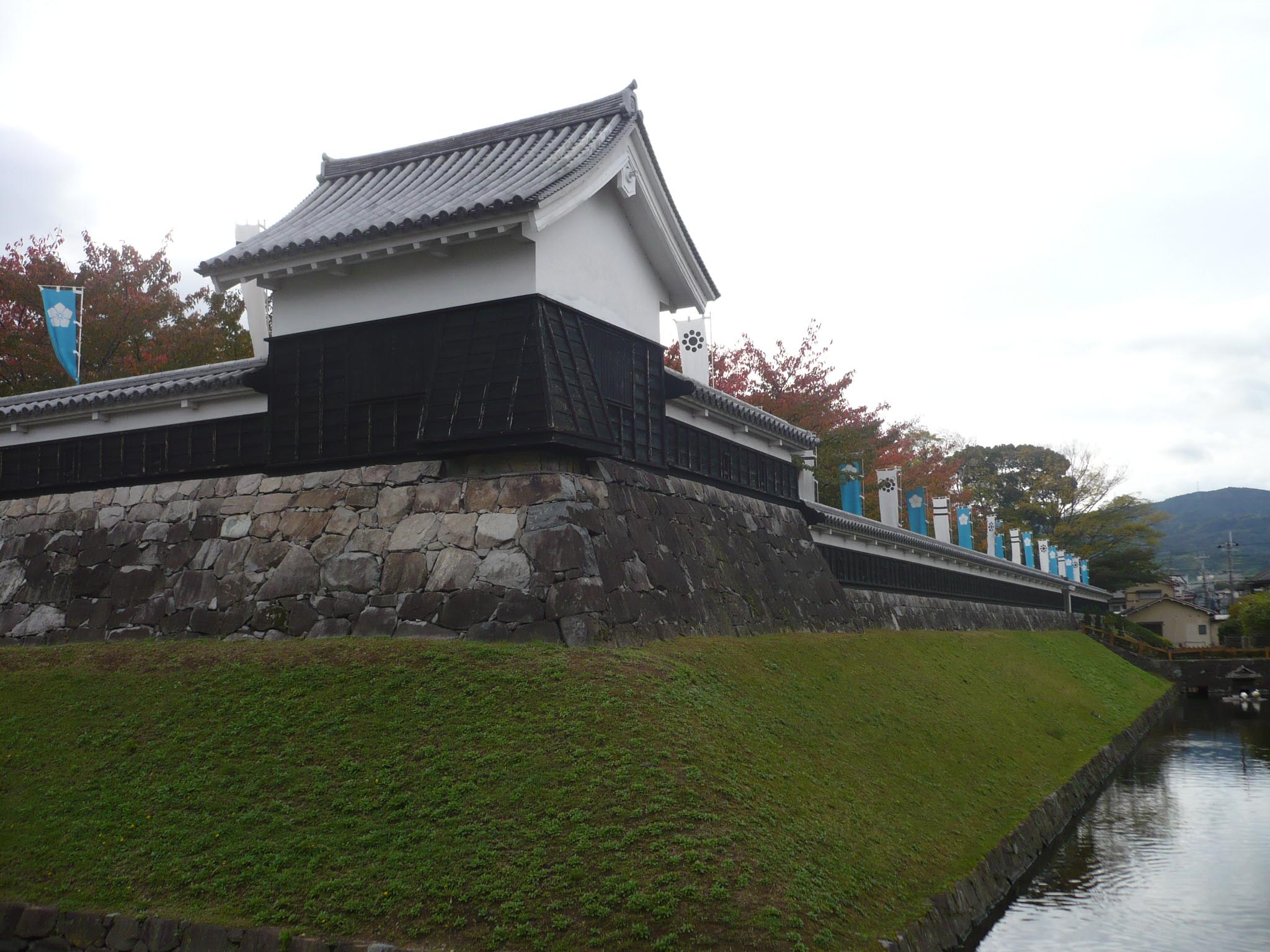
隅櫓推定地
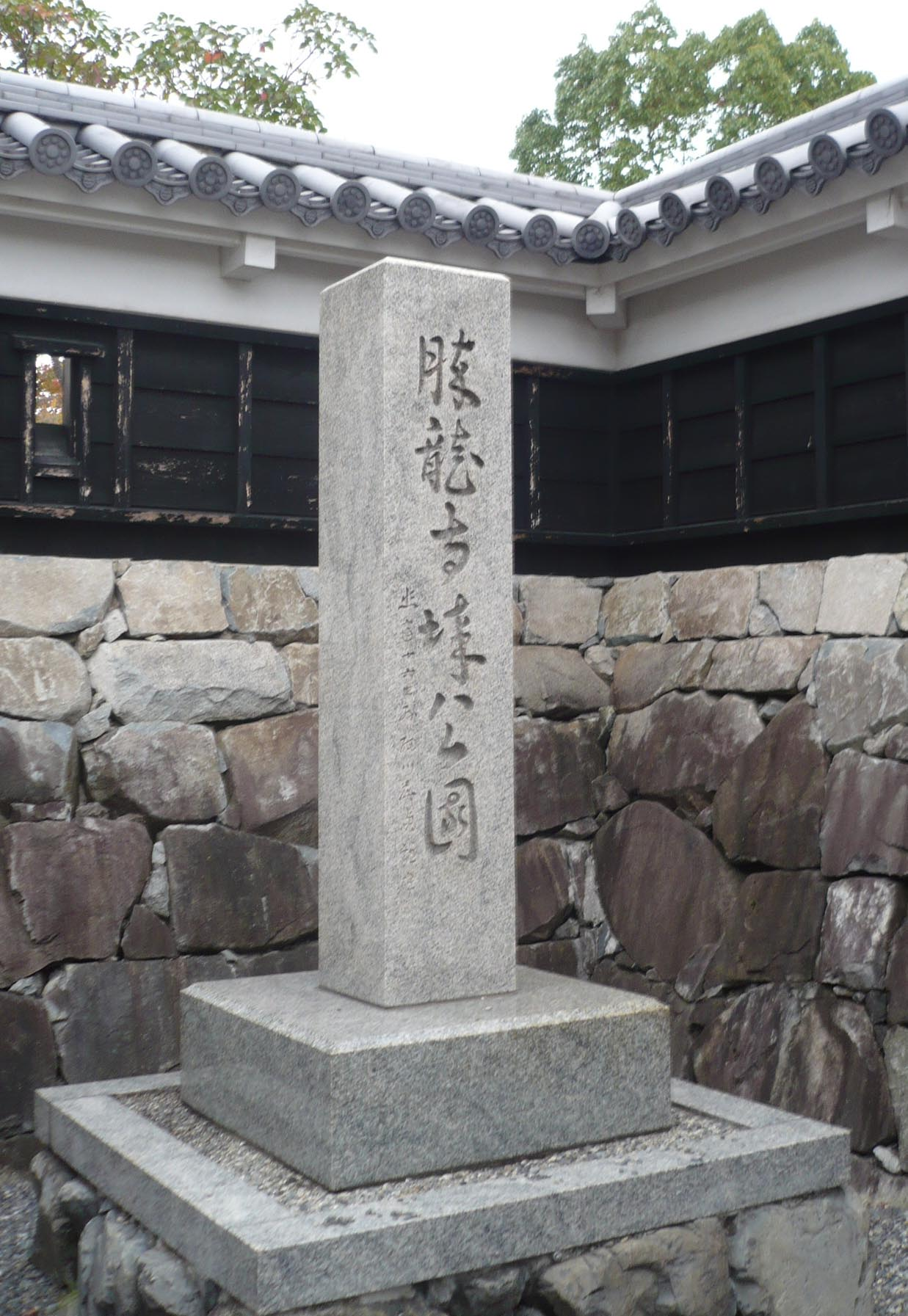
勝竜寺城公園の石標

### 沼田丸部分

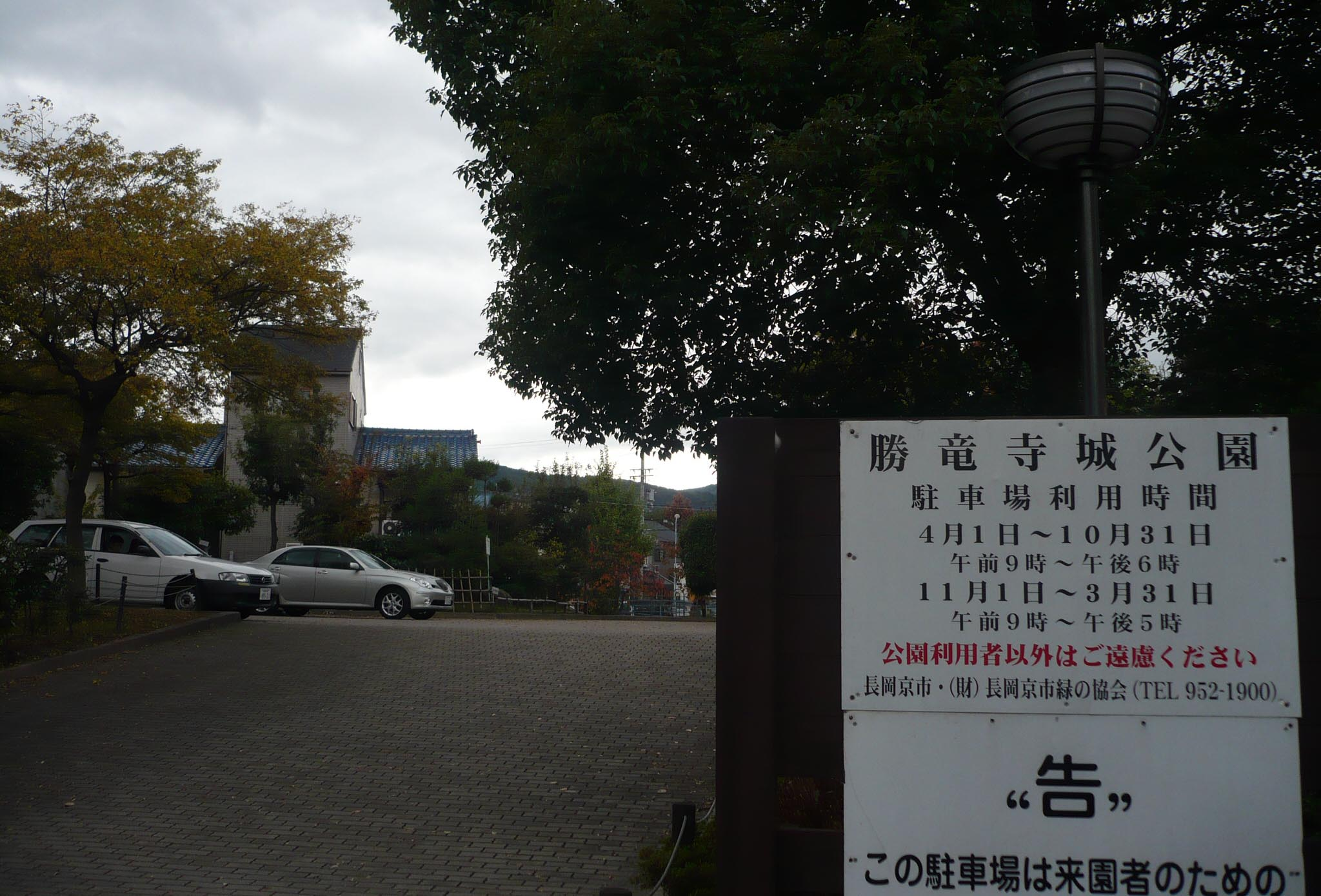
沼田丸跡/勝竜寺城公園の駐車場
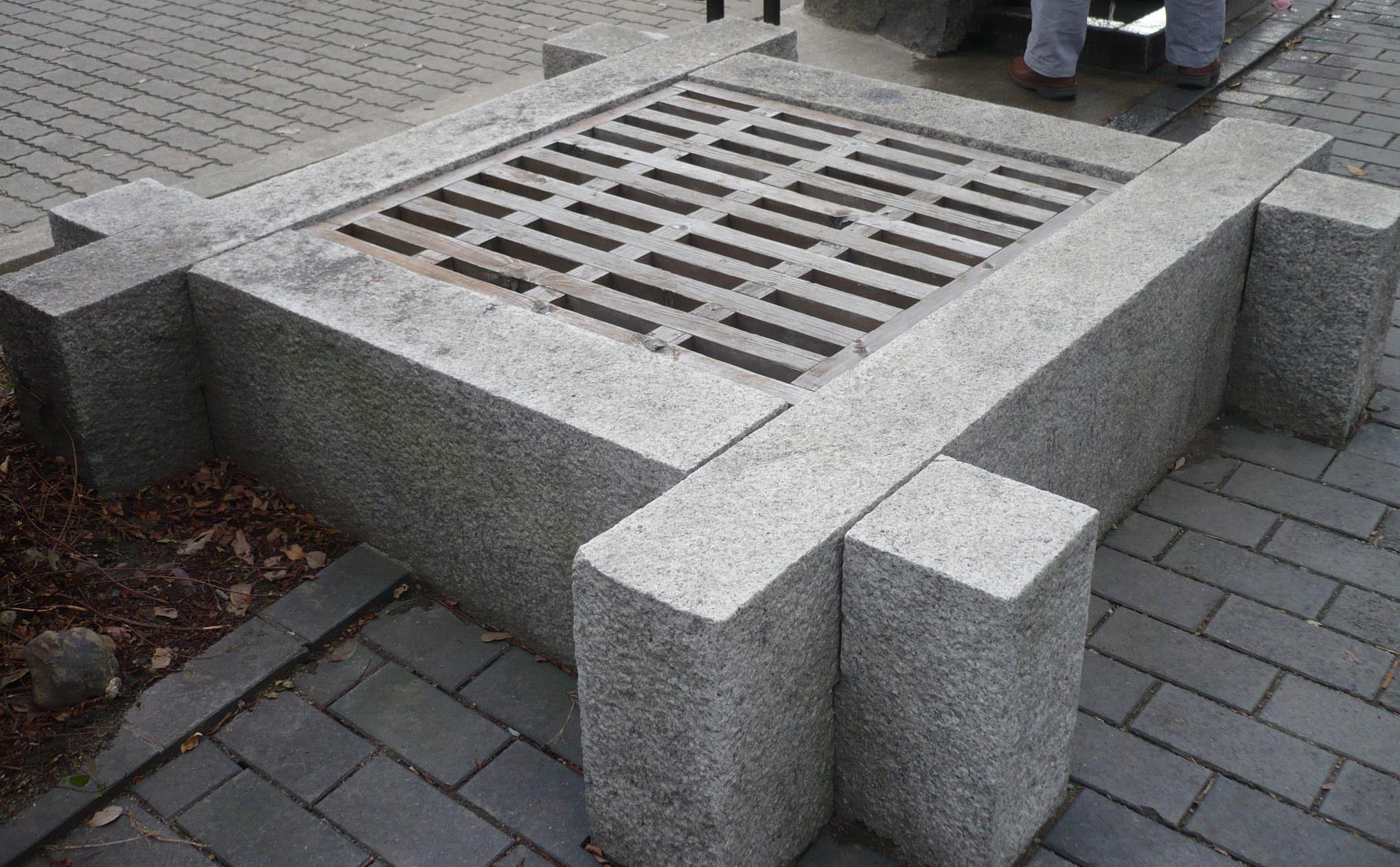
井戸跡/沼田丸跡にある
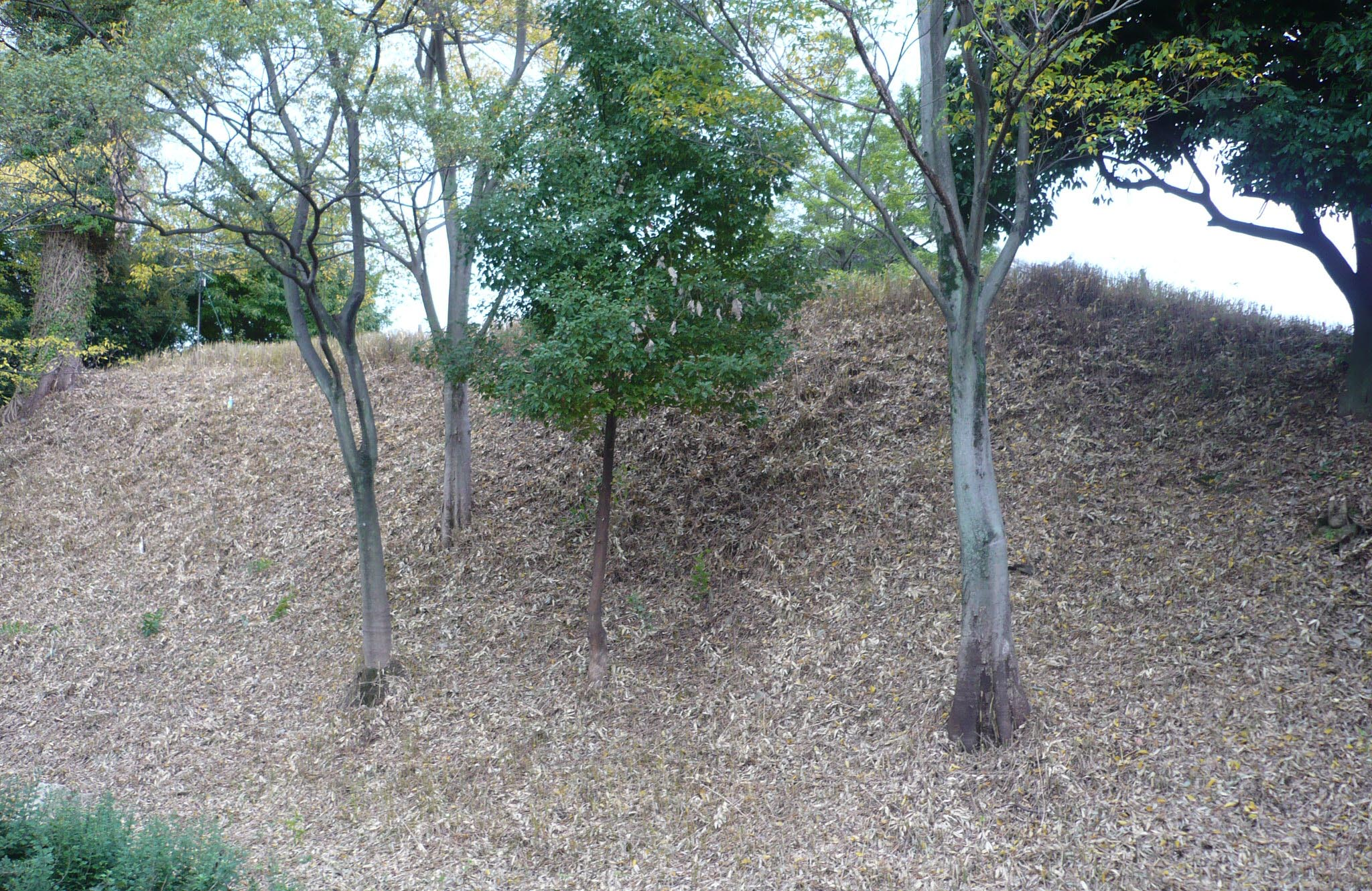
主郭と沼田丸を区切る西側土塁跡

## 神足神社土塁部分

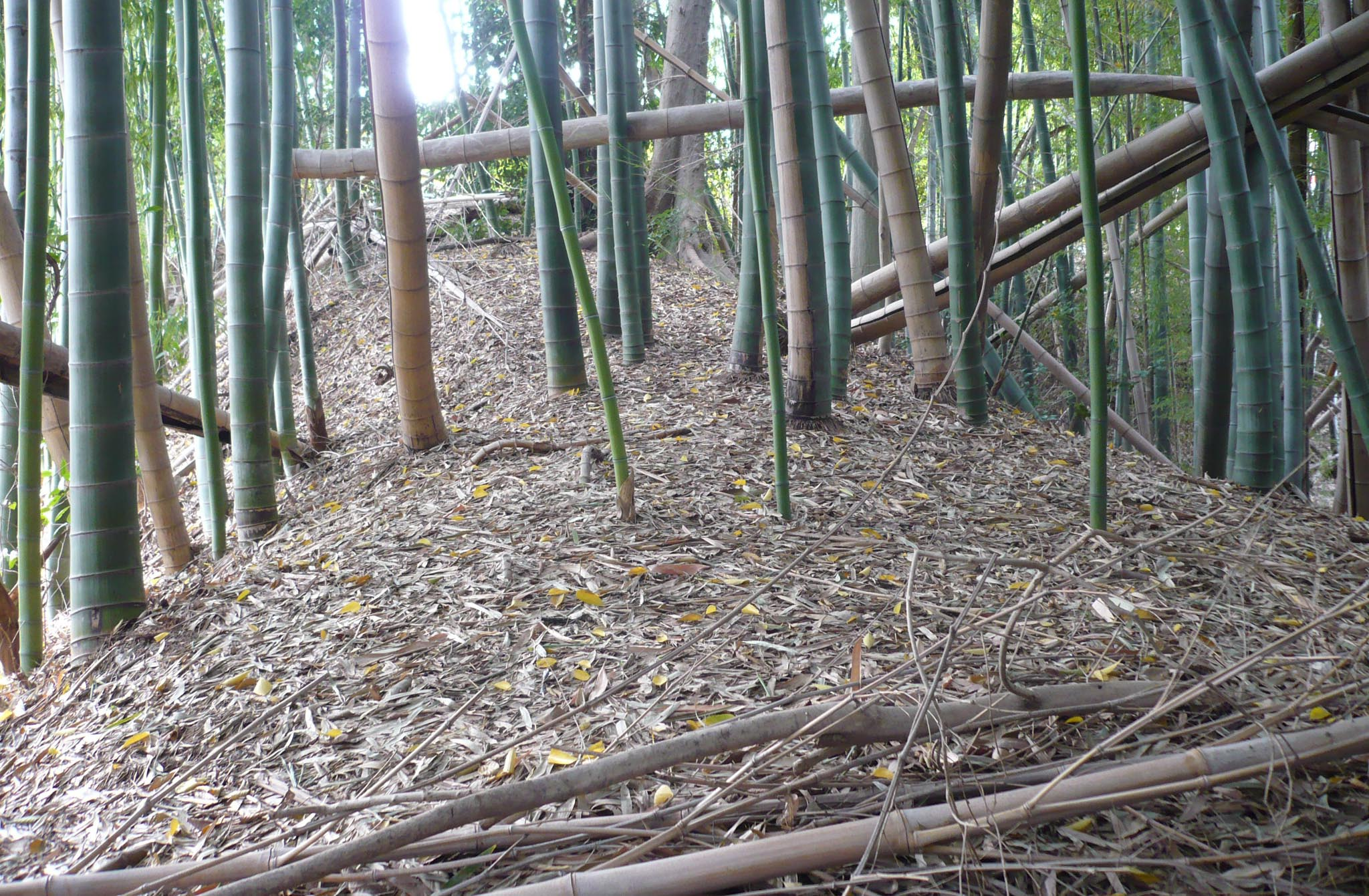
土塁登頂部部分
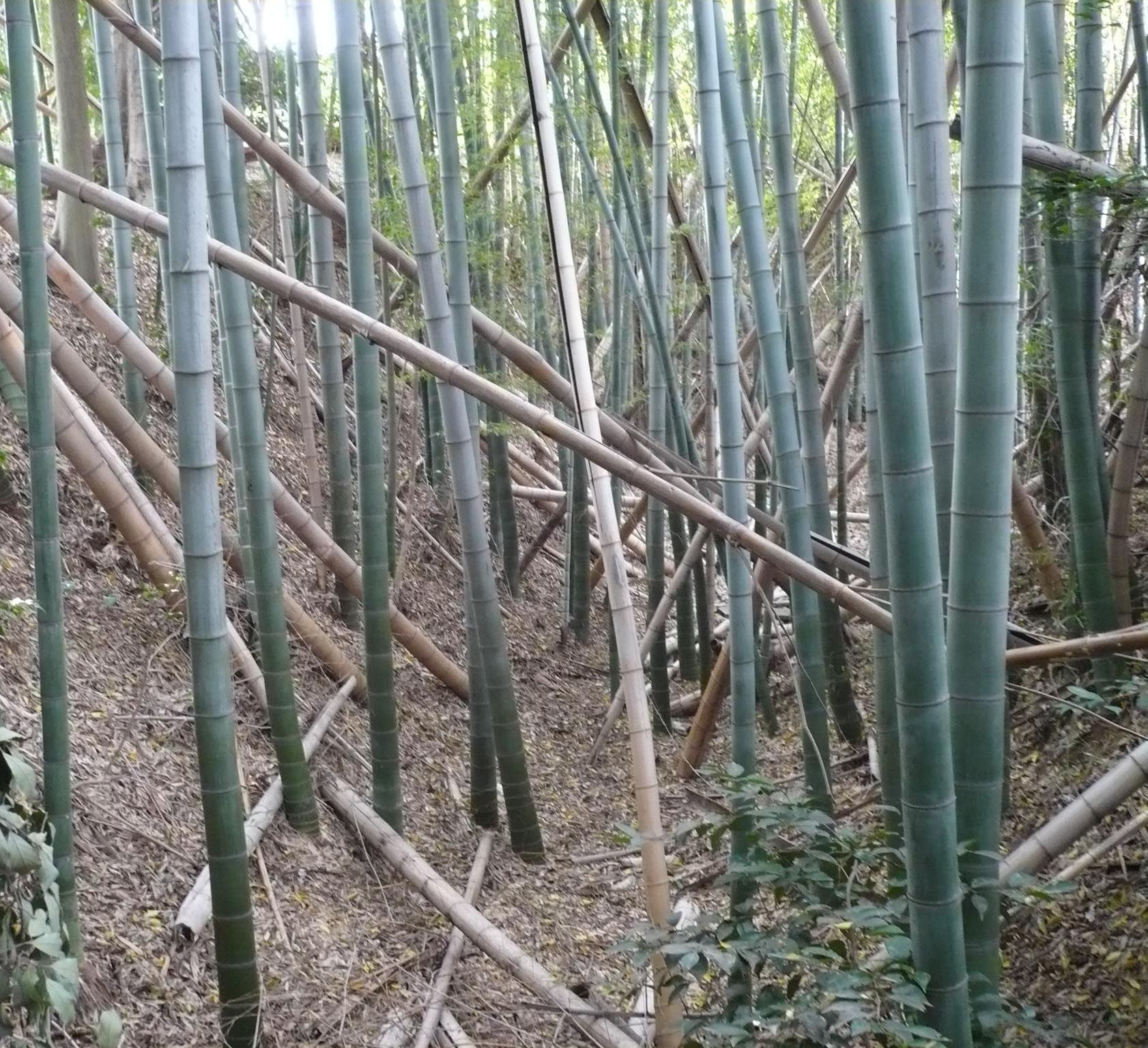
空堀
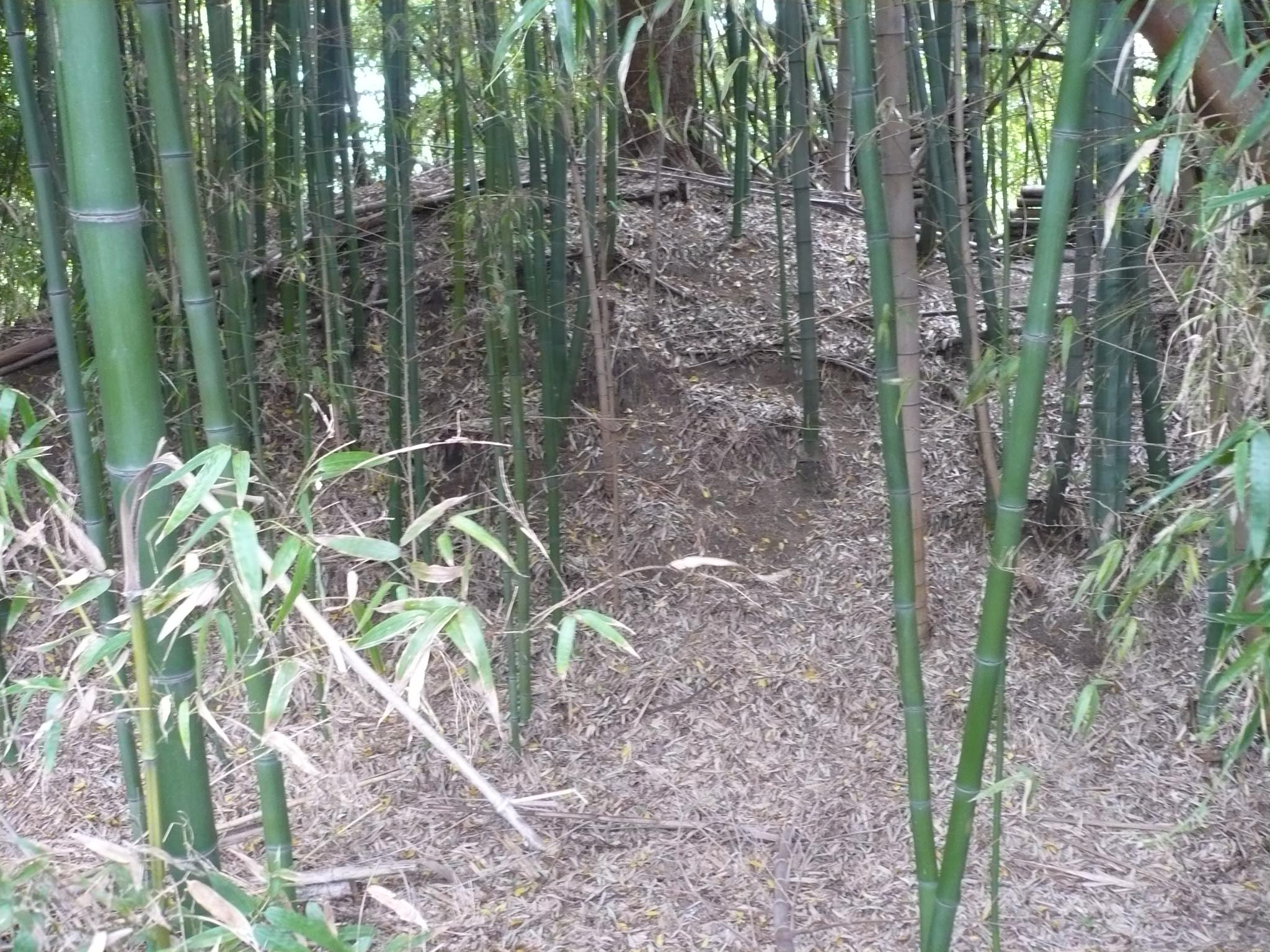
土塁跡
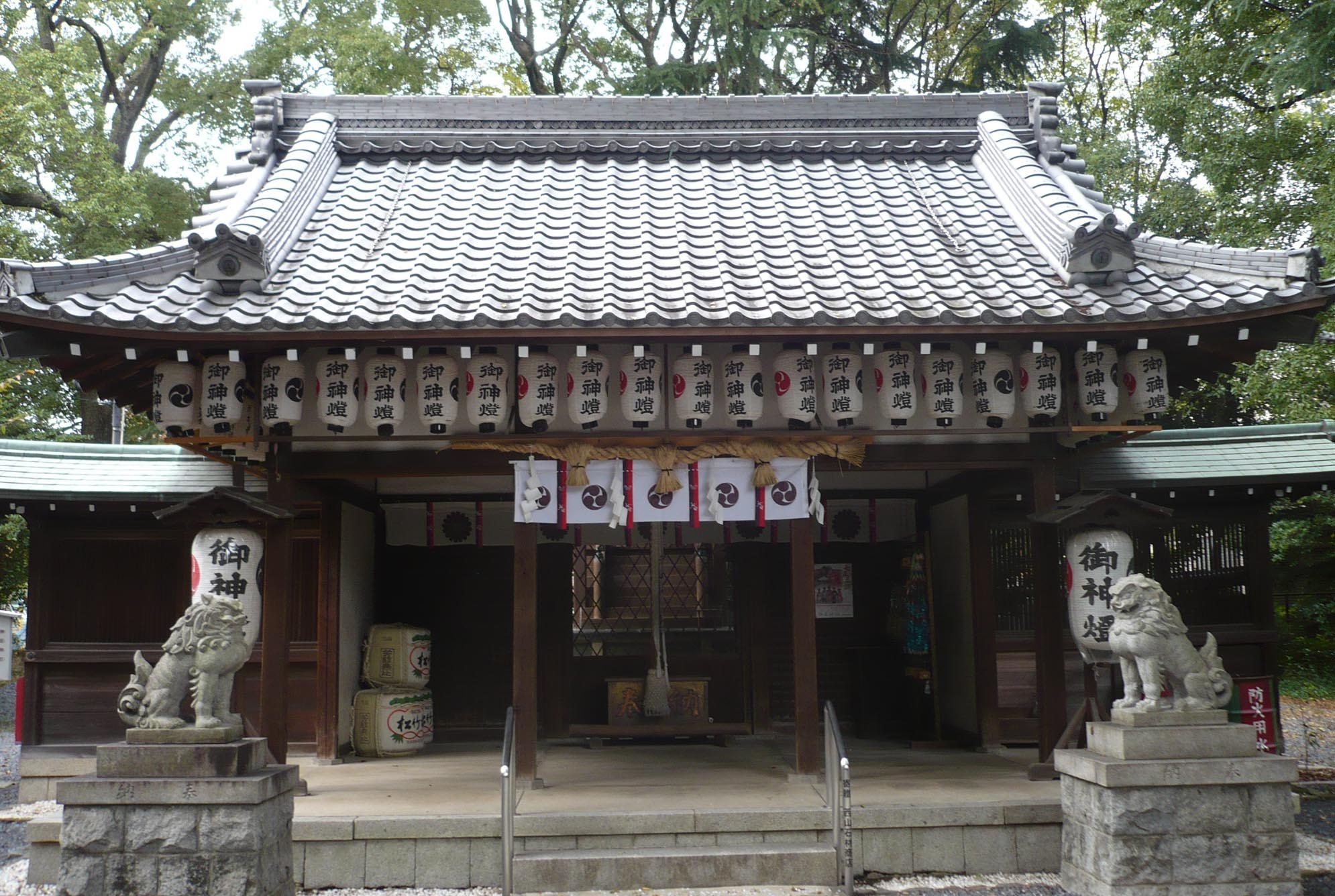
神足神社の拝殿

## 城跡へのアクセス
電車でのアクセス
- JR京都線（東海道本線）長岡京駅 → 駅東口から阪急バスのりかえ「勝竜寺城公園前」停留所下車すぐ、あるいは駅東口から徒歩700m

車でのアクセス
- 名神高速道路 大山崎IC → 京都府道211号下植野長岡京線
- 勝竜寺城公園に数台の無料駐車場有り

## 参考文献

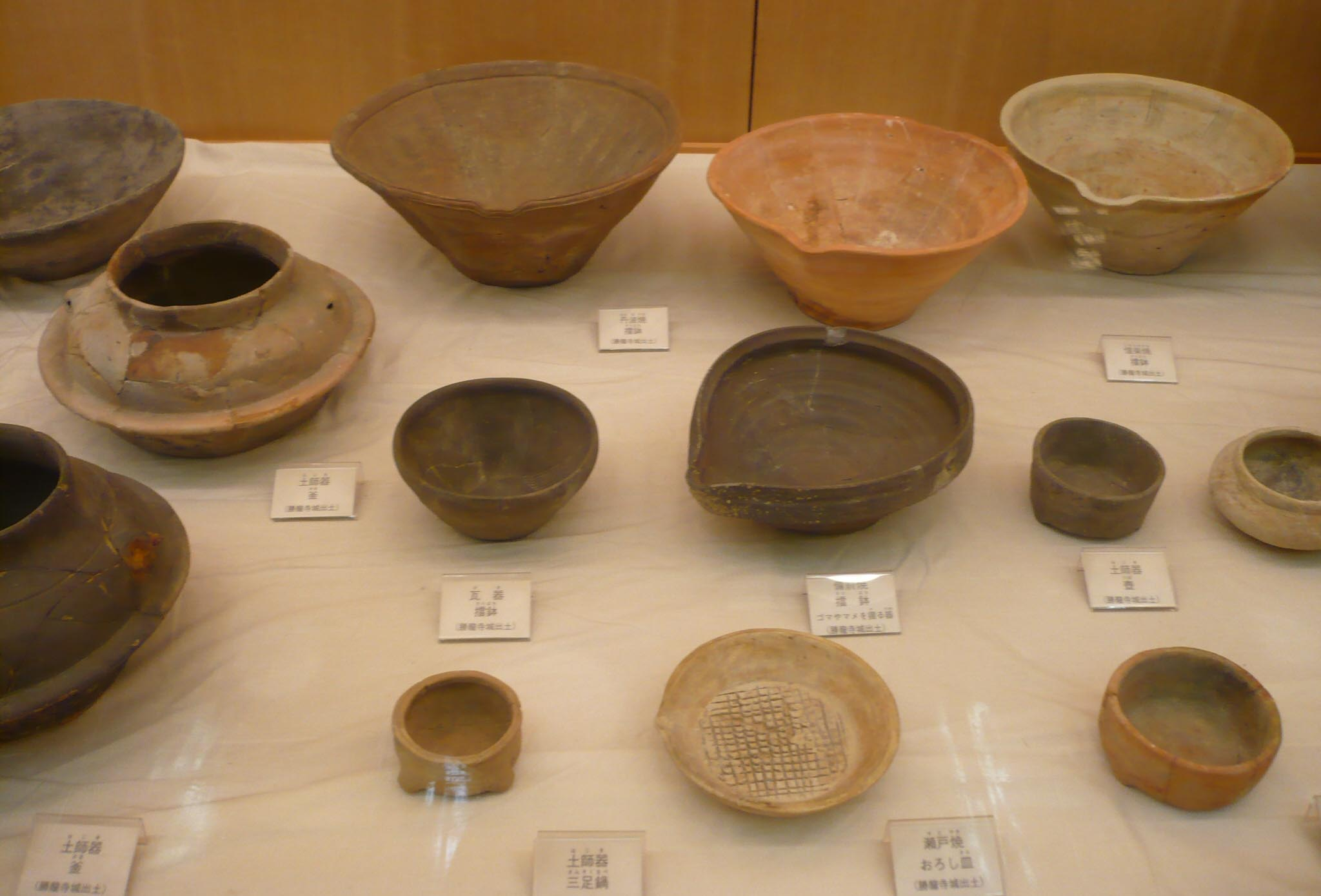
勝龍寺城の出土物